# Saint-Livres
Saint-Livres − miejscowość i gmina (commune) w zachodniej Szwajcarii, w kantonie Vaud, w okręgu (district) Morges. Leży nad rzeką Aubonne. 

## Demografia
W Saint-Livres mieszka 696 osób. W 2021 roku 19,1% populacji gminy stanowiły osoby urodzone poza Szwajcarią.

## Transport
Przez teren gminy przebiega droga główna nr 124.